# Julius Bamberger
Julius Bamberger (* 17. März 1880 in Schmallenberg; † 16. Januar 1951 in Los Angeles) war ein jüdischer deutscher Kaufhausbesitzer.

## Biografie

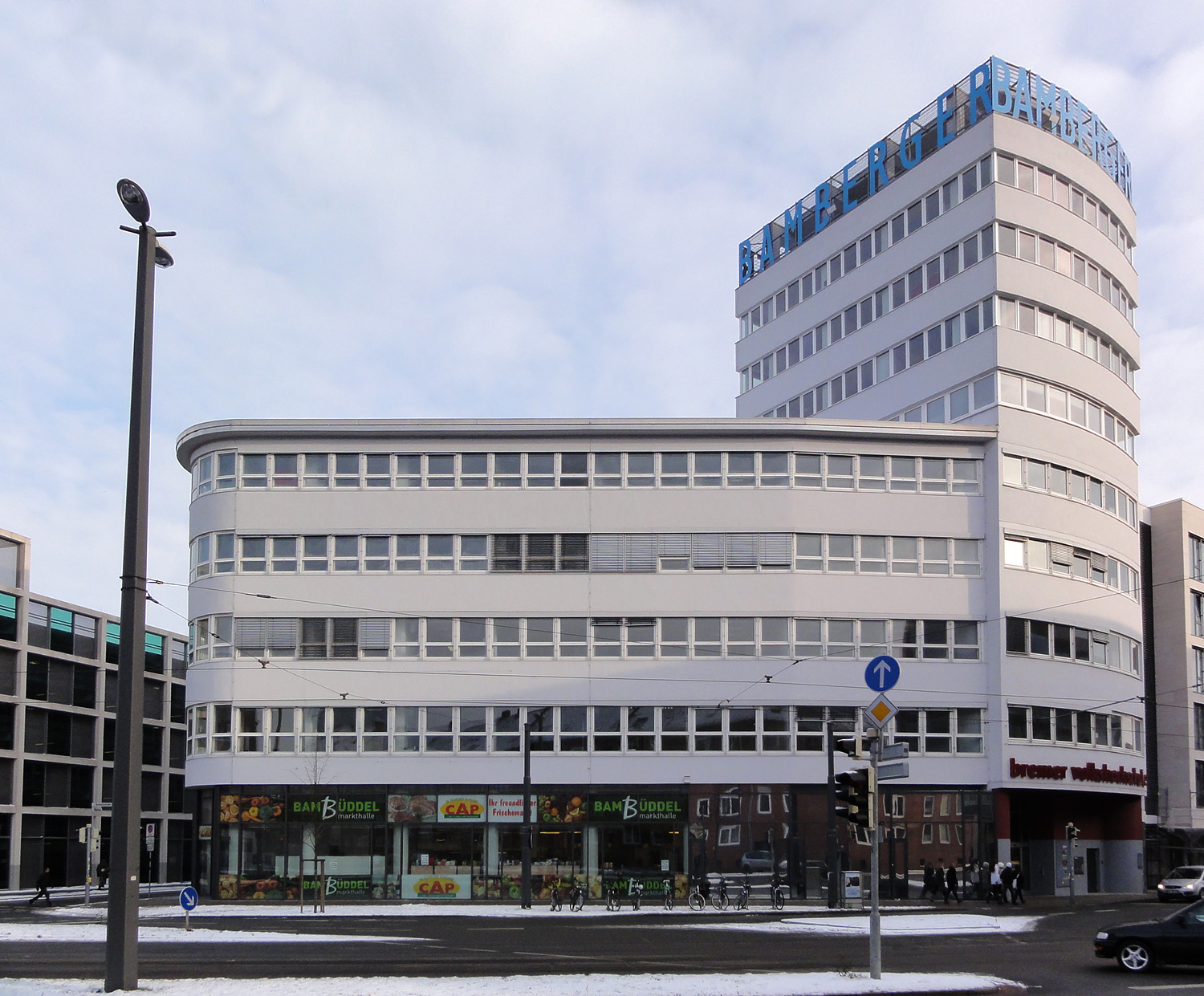
Das restaurierte Bamberger-Haus in Bremen

Bamberger wuchs in einfachen Verhältnissen mit seiner älteren Schwester Selma und dem jüngeren Bruder Curt auf. Sein Elternhaus stand neben der einstigen Schmallenberger Synagoge, die von seinem Großvater Mendel Bamberger erbaut worden war. Die Eltern lebten von der Landwirtschaft und einem kleinen Geschäft.
Nach einer Ausbildung in der Firma seines Onkels und Tätigkeiten als Angestellter in verschiedenen Kaufhäusern in Deutschland gründete Julius Bamberger 1907 in Bremen an der Doventorstraße sein eigenes Kaufhaus Julius Bamberger, in dem zunächst Kurzwaren verkauft wurden. Vor dem Ausbruch des Ersten Weltkrieges heiratete Bamberger in Oslo Frieda Rau. Später adoptierten beide die zweijährigen Zwillinge Anneliese und Egon. In den 1920er Jahren erweiterte Bamberger sein Geschäft hin zur Faulenstraße und eröffnete im Dezember 1929 das erste moderne große Kaufhaus nach den Plänen von Carl Heinrich Behrens-Nicolai, das von den Bremern bald „Bambüdel“ genannt wurde. Es war mit neun Stockwerken das erste Hochhaus der Stadt und besaß die erste automatische Rolltreppe. Bamberger engagierte sich in der jüdischen Gemeinde Bremens und war Mitglied des Zentralvorstandes des Central-Vereins deutscher Staatsbürger jüdischen Glaubens (CV).
Durch wirtschaftliche Probleme und ab 1933 zusätzlich durch die Aufrufe der NSDAP, jüdische Geschäfte zu boykottieren, ging der Umsatz Anfang der 1930er Jahre stark zurück. Bamberger wurde am 1. April 1933 im Gefängnis am Ostertor für mehrere Wochen inhaftiert. Schließlich wurde die Firma 1937 aufgelöst und das Gebäude 1939 zwangsversteigert. 1945 wurde das Kaufhaus Bamberger ausgebombt.
Bamberger selbst floh 1937 in die Schweiz, wo seine beiden Kinder untergebracht waren, und von dort weiter nach Frankreich.

„Bamberger hatte einen Tipp von der Gestapo bekommen. Ihm war damals vielleicht noch nicht klar, dass die Lage lebensbedrohlich werden könnte. Aber er erkannte, dass man ihm die finanzielle Grundlage zerstörte.“

Nachdem er in Paris mit seinem Bruder zusammen ein erfolgreiches Geschäft für Sportbekleidung eröffnet hatte, wurde er nach der Besetzung Frankreichs verhaftet, konnte aber nach der Haftentlassung mit seiner Familie 1941 über Spanien und Portugal in die USA emigrieren. Nach dem Krieg versuchte Julius Bamberger vergeblich, sein Kaufhaus wiederzubekommen. In einem Vergleich bekam er als Abfindung eine Summe von 50.000 DM. Von 1944 bis 1950 betrieb Bamberger in San Francisco ein kleines Juweliergeschäft. Ein Jahr später verstarb Julius Bamberger im Alter von 71 Jahren.

## Ehrungen
- Die Bremer Volkshochschule eröffnete im September 2007 im restaurierten Bamberger-Kaufhaus, Ecke Faulenstraße / Doventorstraße, ihr neues Verwaltungs- und Veranstaltungszentrum. Die zwei abgerissenen Etagen wurden wieder aufgebaut und auf dem Dach wurde der Schriftzug „BAMBERGER“ wieder installiert. Im Treppenhaus ist eine Dauerausstellung zum Leben von Julius Bamberger eingerichtet.
- In Bremen-Habenhausen ist die Julius-Bamberger-Straße nach ihm benannt.
- Vor seinem letzten Wohnhaus in Bremen wurde 2013 ein Stolperstein verlegt.[5]

## Filme
- Eike Besuden, Aufgeben? – Niemals! – Die Geschichte der Familie Bamberger, 65-minütiges Doku-Drama, Pinguin Studios, 2012